# Železniční trať Ostrava-Svinov – Opava východ
Železniční trať Ostrava-Svinov – Opava východ je jednokolejná elektrizovaná železniční trať, součást celostátní dráhy, o délce 28 km, spojující Ostravu a Opavu. V železničním jízdním řádu pro cestující je označena jako trať 316 (v letech 2008–2024 byla uváděna spolu s tratí z Ostravy do Českého Těšína v tabulce číslo 321).

## Historie
Tato železniční trať byla stavěna jako odbočná dráha společnosti Severní dráha císaře Ferdinanda. Stavba trati byla předána stavitelství bratří Kleinů dne 20. srpna 1853 a po dokončení stavby byla oficiálně dána do provozu 17. prosince 1855. Ale vůbec první vlak – parní lokomotiva Neptun – dojela do Opavy již 27. října 1855 po ještě ne zcela dokončené trati.
Trať byla opakovaně poškozena během povodní, např. v roce 1997, poté opět v roce 2024, kdy byl provoz v úseku Štítina – Ostrava–Svinov zastaven na celkem 29 dní.

## Modernizace trati 2005–2006
V letech 2005–2006 probíhala komplexní modernizace celé trati, která zahrnovala rekonstrukci železničního spodku a svršku, elektrizaci a výstavbu nového zabezpečovacího zařízení. První elektrický vlak projel po trati v noci z 5. na 6. prosince 2006. Oficiálně byl elektrický provoz zahájen 10. prosince 2006.
Všechny stanice na trati jsou nově vybaveny elektronickými stavědly a jsou dálkově ovládány ze stanice Ostrava-Svinov. Místně ovládaná je stanice Opava východ, kde bylo aktivováno elektronické stavědlo ESA 11 26. dubna 2007.

## Osobní doprava
Osobní doprava v rámci systému Esko v Moravskoslezském kraji je provozována na linkách:
- S1 Opava východ – Ostrava-Svinov. (Počítá se s nasazením jednotek 640.2 Regiopanter během roku 2023)
- R61 Opava východ – Ostrava-Svinov – Ostrava hl. n. – Havířov – Český Těšín (jednotky řady 471 City Elefant)
- R27 Ostrava-Svinov – Opava východ – Krnov (motorové soupravy x43)

Rychlíková doprava v trase Ostrava – Opava – Krnov – Olomouc/Jeseník je ministerstvem dopravy dotována jako linka R27. V roce 2010 na ní byla ze všech železničních linek dotovaných státem nejvyšší dotace na vlakokilometr, a to 225,2 Kč/vlkm při vykazovaných nákladech 260,1 Kč/vlkm. V roce 2012 bylo na provozování této linky (bez větve do Jeseníku) vyhlášeno výběrové řízení, do nějž se přihlásili dva zájemci a jeden byl vyřazen pro nesplnění podmínek. Viz článek Výběrové řízení na dopravce na rychlíkové lince Olomouc–Krnov–Ostrava.[zdroj?]

## Stanice a zastávky

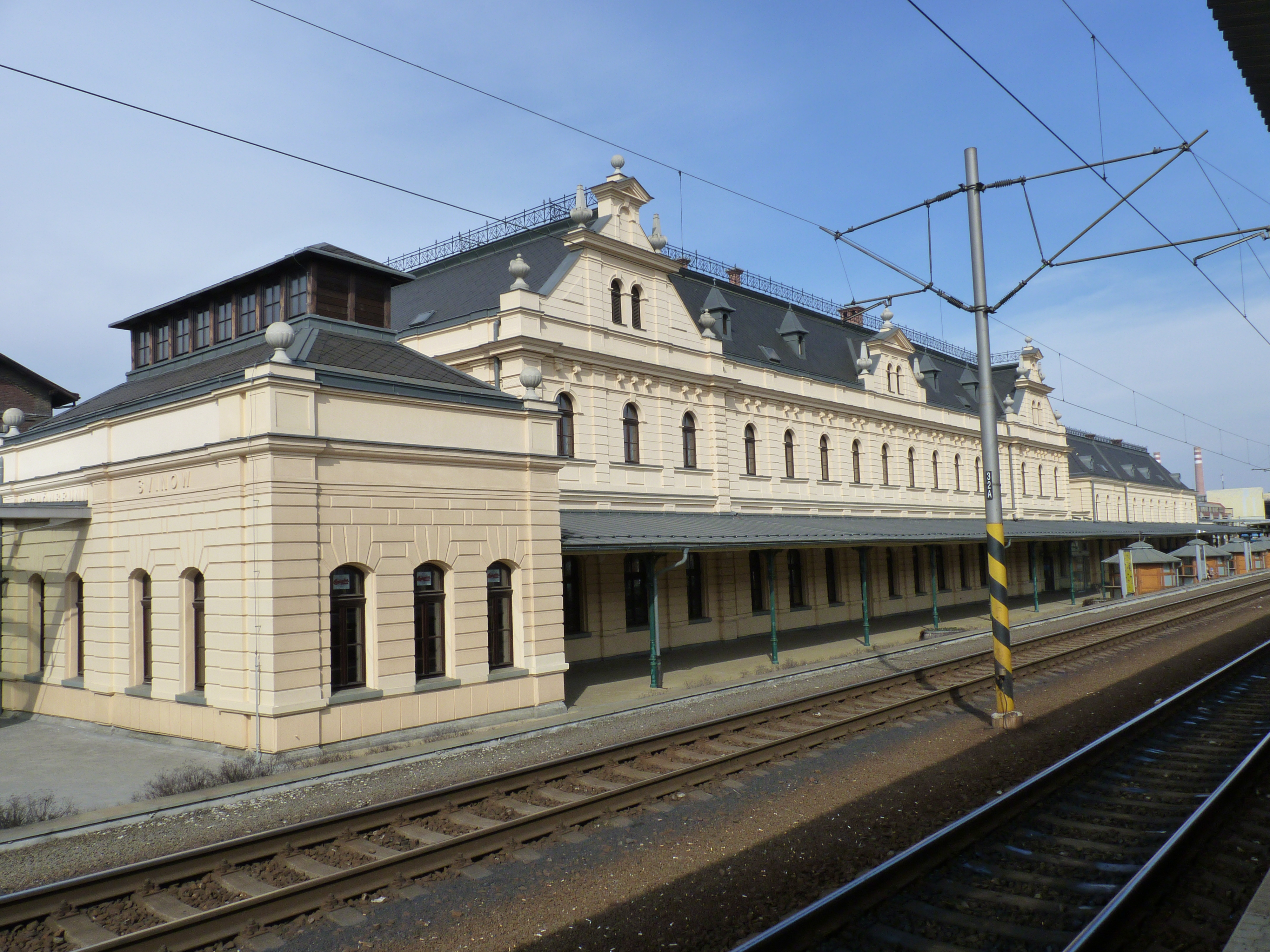
Ostrava-Svinov
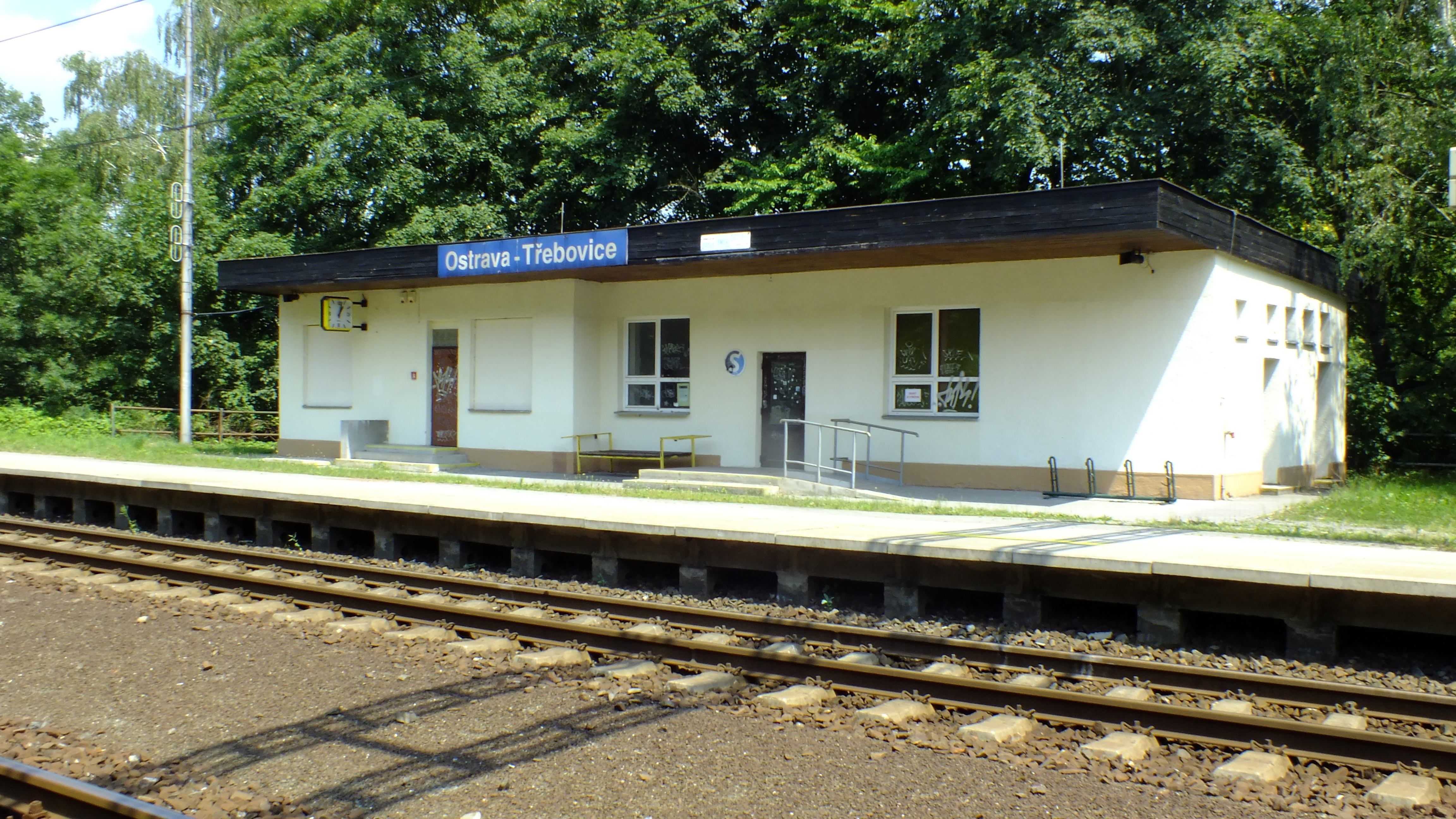
Ostrava-Třebovice
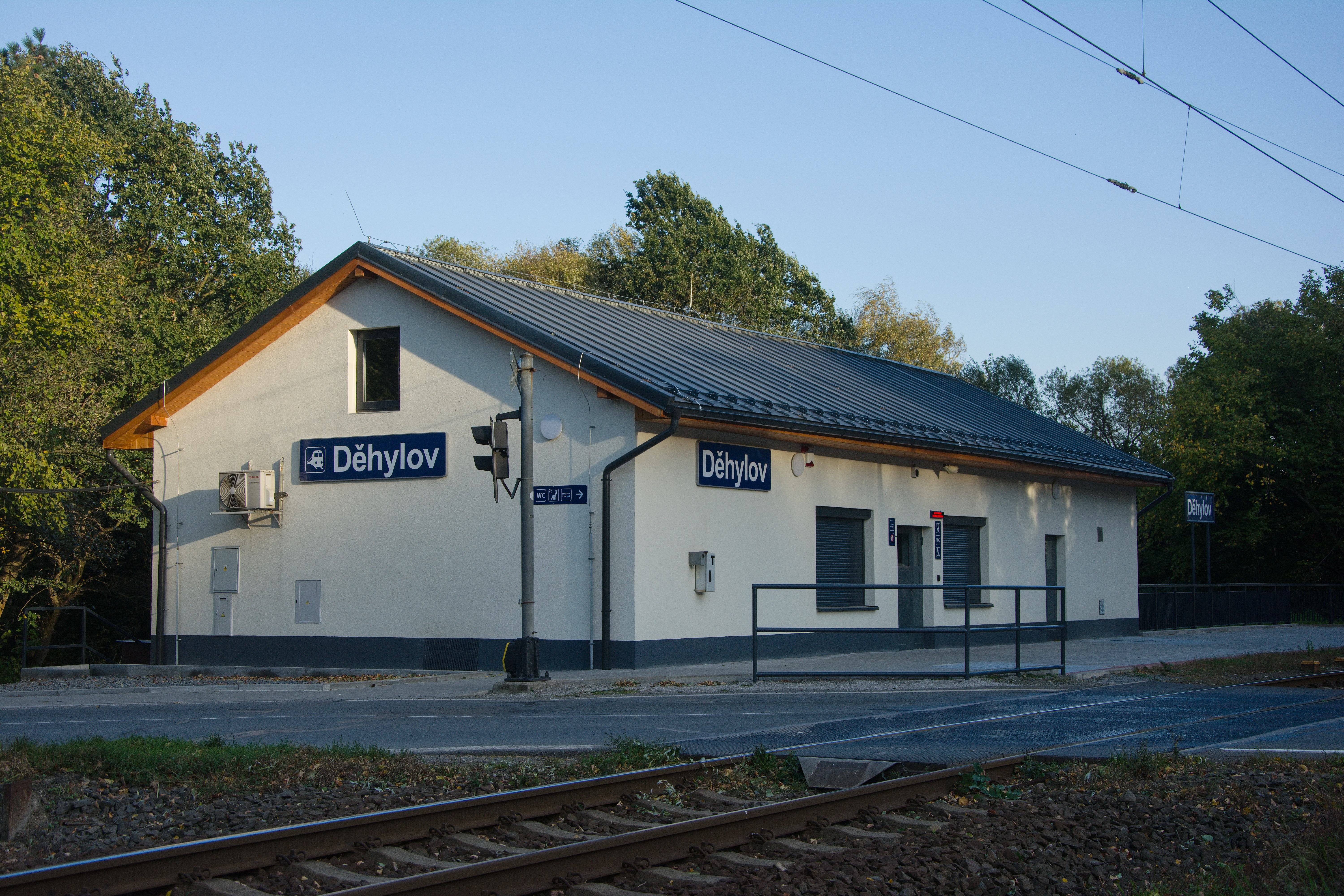
Děhylov
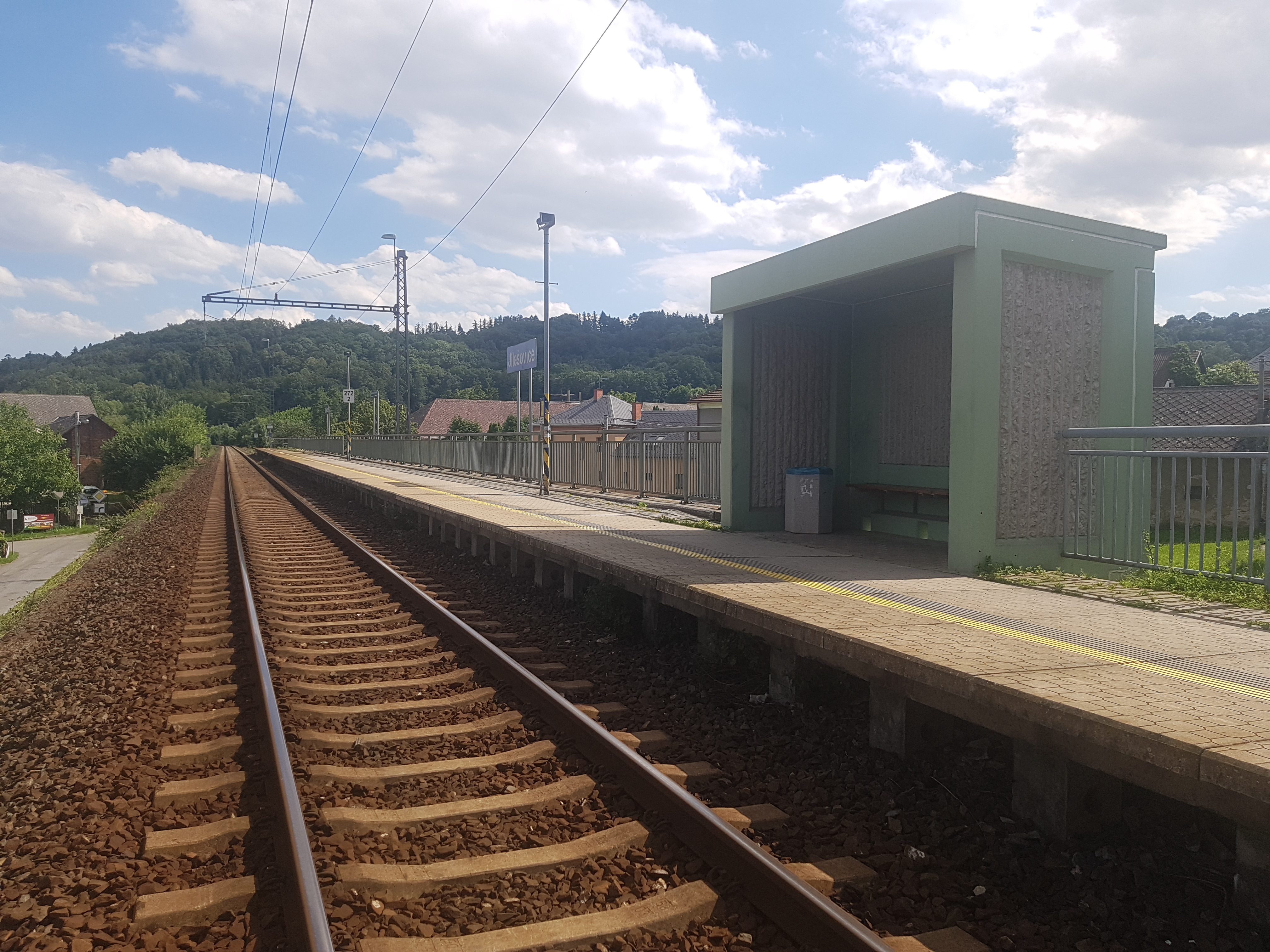
Jilešovice
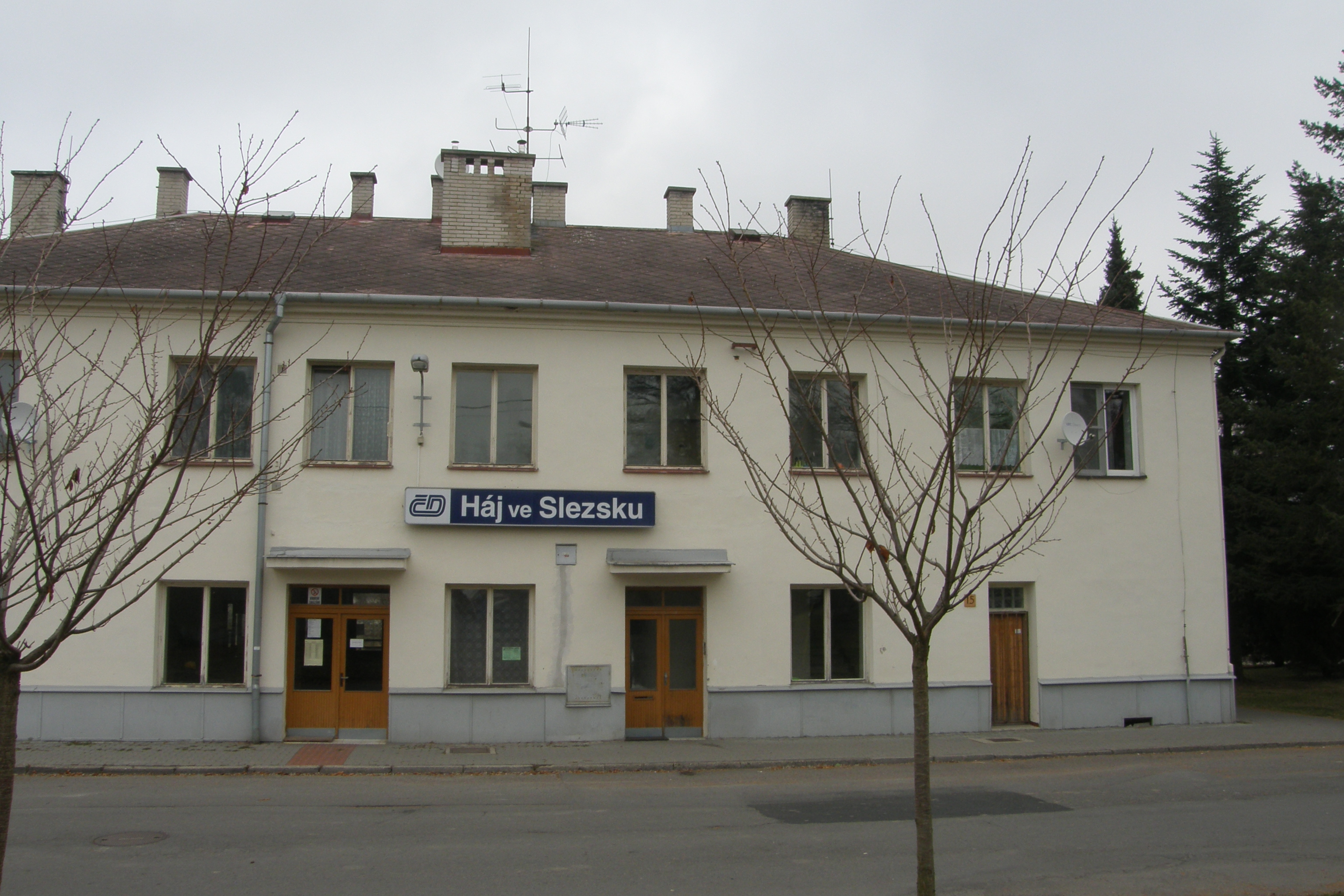
Háj ve Slezsku
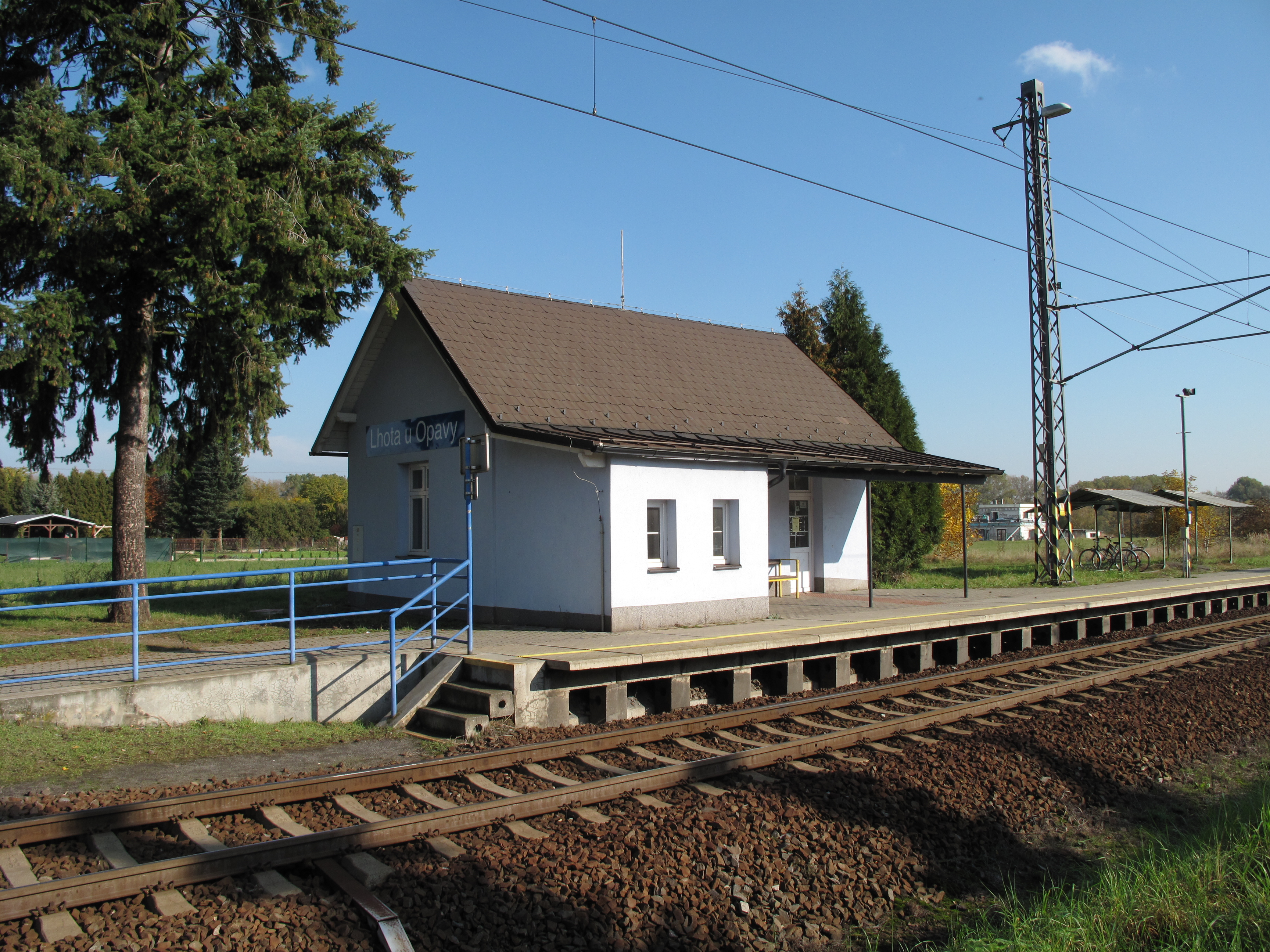
Lhota u Opavy
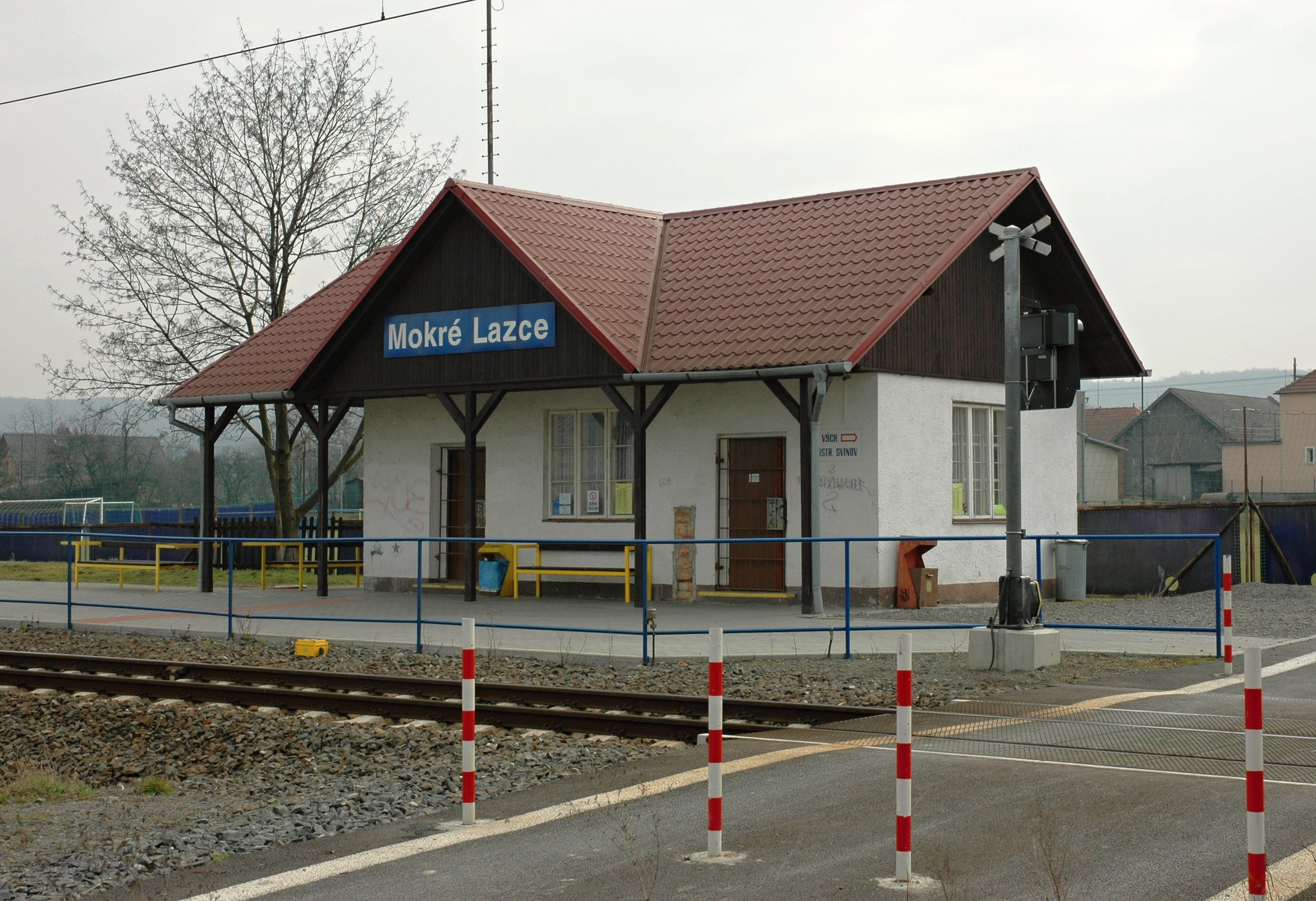
Mokré Lazce
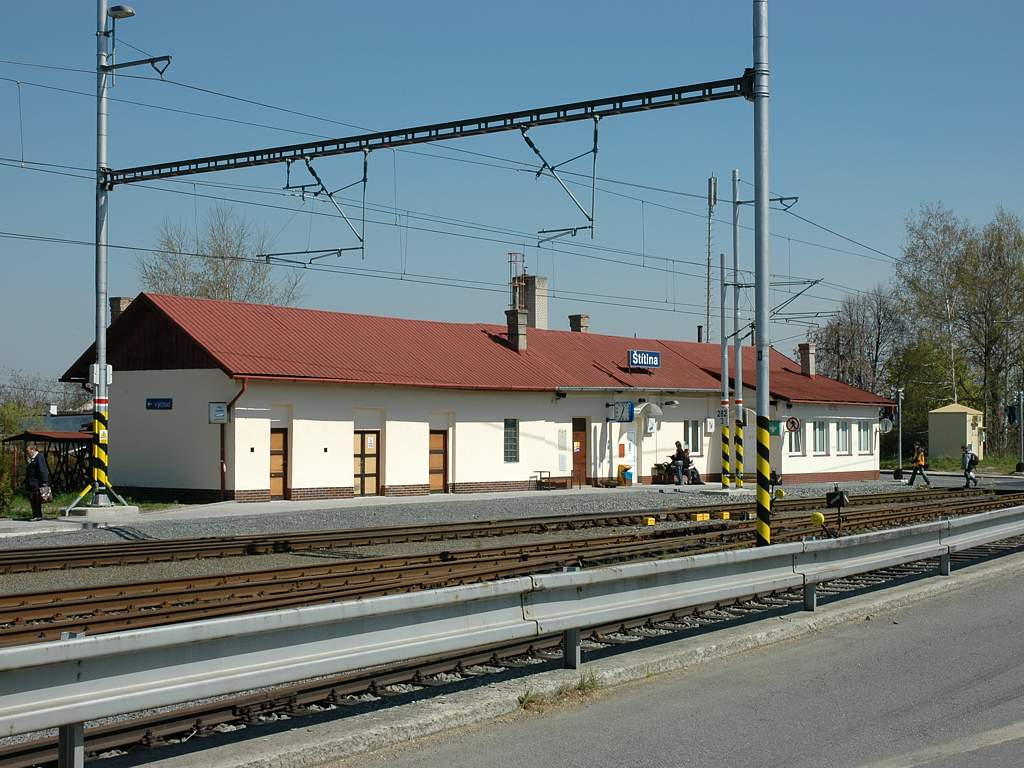
Štítina
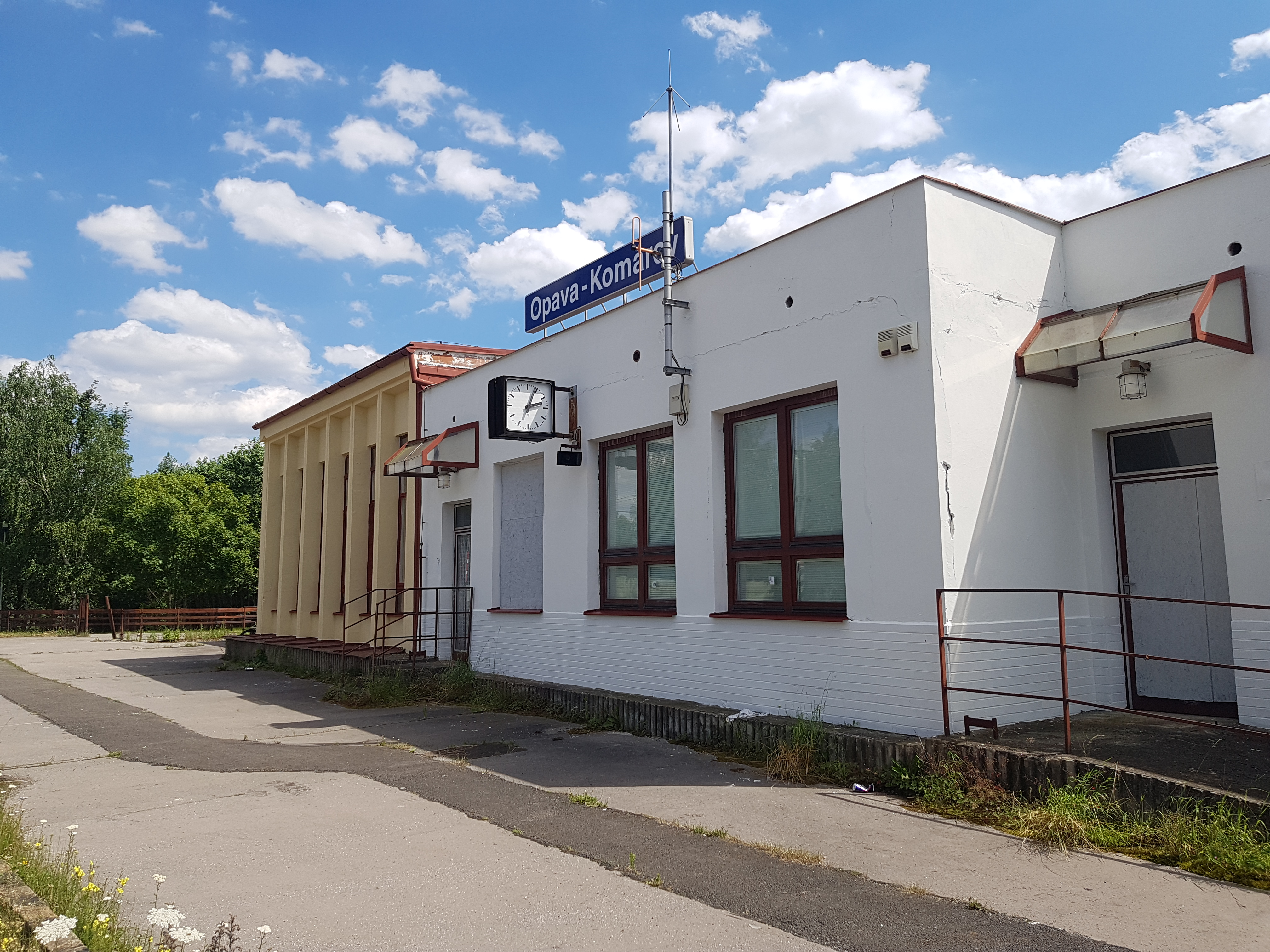
Opava-Komárov
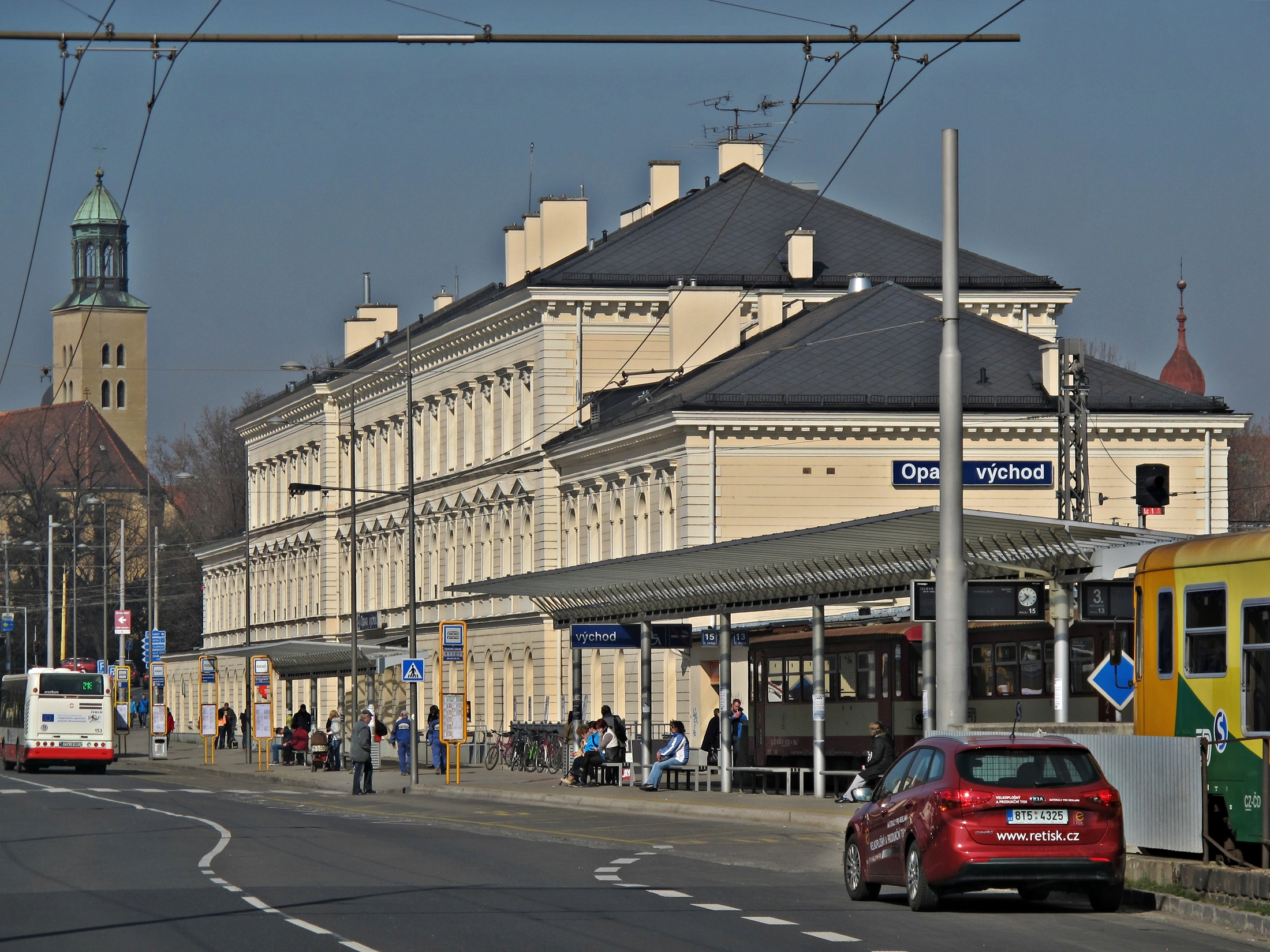
Opava východ